# Facundo Serra
Facundo Serra (López (Santa Fe), Argentina, 16 de septiembre de 1991) es un futbolista argentino. Juega de delantero y su club actual es San Lorenzo de Esperanza de la Liga Esperancina de Fútbol.

## Clubes
| Club                       | País       | Año             |
| -------------------------- | ---------- | --------------- |
| Rosario Central            | Argentina  | 2008 - 2009     |
| Club Técnico Universitario | Ecuador    | 2009            |
| River Ecuador              | Ecuador    | 2010 - 2012     |
| Apollon Limassol           | Chipre     | 2012 - 2013     |
| Slovan Bratislava II       | Eslovaquia | 2013 - 2014     |
| River Ecuador              | Ecuador    | 2015 - Presente |